# Тааві Ряхн
Тааві Ряхн (ест. Taavi Rähn, нар. 16 травня 1981, Пярну) — колишній естонський футболіст, захисник.

## Клубна кар'єра
У дорослому футболі дебютував 1999 року виступами за команду «Леллє», в якій провів один сезон, взявши участь у 27 матчах чемпіонату.
Після цього виступав у складі інших естонських команд — «Тулевик» та «Флору». З останньою двічі ставав чемпіоном країни
Своєю грою за останню команду привернув увагу представників тренерського штабу луцької «Волині», до складу якого приєднався 2003 року. Відіграв за луцьку команду наступні чотири сезони своєї ігрової кар'єри.
Після цього три сезони виступав за литовський «Екранас», з яким два рази став чемпіоном країни.
Протягом 2009–2010 років недовго захищав кольори азербайджанського «Нефтчі» та російської «Балтики».
До складу клубу «Тяньцзінь Сунцзян» приєднався 28 березня 2011 року. За два сезони встиг відіграти за команду з Тяньцзіня 45 матчів в національному чемпіонаті, в яких забив 2 голи.
У січні 2013 року на правах вільного агента перейшов в інший китайський клуб «Хунань Біллоуз». Але в цій команді надовго не затримався і вже у серпні того ж року підписав контракт до кінця року з фінським «Яро». До кінця контракту у складі команди провів 2 матчі. 
На початку 2014 року повернувся на батьківщину і підписав контракт зі столичною «Флорою», де став основним гравцем і допоміг команді виграти Суперкубок Естонії, а також зайняти 3 місце в чемпіонаті.
В лютому 2015 року підписав на один рік контракт з іншим столичним клубом «Левадією».

## Виступи за збірну
2 червня 2001 року дебютував в офіційних матчах у складі національної збірної Естонії в грі проти збірної Нідерландів. З того часу Тааві постійно викликався до лав збірної і став її основним гравцем.
Наразі провів у формі головної команди країни 76 матчів.

## Досягнення
- Чемпіон Естонії (2): 2002, 2003
- Чемпіон Литви (2): 2008, 2009
- Володар Суперкубка Естонії (4): 2002, 2003, 2014, 2015